# Ràtzia de 1005
La Ràtzia de 1005 fou una campanya del califat de Còrdova contra el Regne de Lleó

## Antecedents
A la mort d'Almansor el 10 d'agost de 1002 a Madina Salim, tres dies després de la batalla de Calatañazor el va succeir com hadjib el seu fill Abd al-Malik al-Muzaffar. Els regents de Lleó, el comte Menendo II de Portugal, la seva dona Na Major i Elvira de Castella i de Ribagorça, la mare del rei, van rebutjar pagar el tribut a Còrdova.

## La ràtzia de 1005
El 1005 Abd al-Malik al-Muzaffar va fer una expedició contra el Regne de Lleó; la comarca de Zamora fou assolada per forces dirigides pel general Wadih. Amb els cordovesos anaven forces castellanes que reclamaven la regència del regne pel seu comte. Menendo Gonzàlez no hi va accedir i va portar el litigi davant el califa de Còrdova, però per raons desconegudes aquest va fallar en favor de Menendo, i no va autoritzar el tractat amb Castella. Llavors el comte va declarar la guerra al califat. Sanx Gàrces va enviar soldats a recuperar Sepúlveda i altres fortaleses que havia hagut de cedir a la vora del riu Duero, va repoblar aquestes regions i va concedir furs a les viles.